# I-37 (sous-marin)
Le I-37 (イ-37) est un sous-marin japonais de type B1 (乙型（伊十五型)）ayant servi durant la Seconde Guerre mondiale dans la Marine impériale japonaise.

## Construction
Construit par l'Arsenal naval de Kure au Japon, le I-37 a été mis sur cale le 7 décembre 1940 sous le nom de Sous-marin No. 150. Il a été lancé et renommé I-49 le 22 octobre 1941. Le 1er novembre 1941, il est renommé I-37 et a été achevé et mis en service le 10 mars 1943.

## Description
Le I-37, pesant près de 2 600 tonnes en surface, était capable de plonger à 100 m, puis de se déplacer à une vitesse maximale de 8 nœuds, avec une autonomie de 96 milles nautiques à une vitesse réduite de 3 nœuds. En surface, sa portée était de 14 000 milles nautiques, développant une vitesse maximale de 23,6 nœuds. Il transportait un hydravion de reconnaissance biplace Yokosuka E14Y (connu des Alliés sous le nom de Glen), stocké dans un hangar hydrodynamique à la base de la tour de navigation (kiosque).

## Histoire de service et crimes de guerre
Lors de sa mise en service en mars 1943, le I-37 a été rattaché au district naval de Kure et affecté à l'escadron de sous-marins de Kure sous les ordres du Commandant Otani Kiyonori.
En mai de la même année, il a participé aux essais de remorquage qui ont été effectués lors de la mise au point du conteneur sous-marin Unkatō. En juin, il arrive à Penang, d'où il effectuera des missions dans l'océan Indien.
Le 16 juin, il coule le pétrolier britannique San Ernesto de 8 078 tonneaux. Trois jours plus tard, un transport américain de 7 176 tonneaux de classe Liberty ship, le Henry Knox, subit le même sort. En octobre, son hydravion effectue une reconnaissance aérienne au-dessus de Mombasa et de Diego Suarez. Le même mois, il coule un navire marchand grec de 3 404 tonneaux au nord-ouest de Madagascar, le Faneromeni. Le 27 novembre, un autre pétrolier est coulé, cette fois le Norwegian Scotia de 9 972 tonneaux. Le capitaine est fait prisonnier et Kiyonori Otani, capitaine du I-37, donne l'ordre d'abattre les naufragés dans l'eau.
En décembre, il retourne à Penang, d'où il se rend à Singapour pour l'entretien du sous-marin. En février 1944, il commence une nouvelle patrouille sous le commandement de Hajime Nakagawa. Le 22 février, un autre pétrolier est coulé, le British Chivalry de 7 118 tonneaux. Un membre de son équipage est capturé et le capitaine Nakagawa ordonne d'abattre les survivants. Quatre jours plus tard, le navire marchand Sutlej est également coulé, avec le même sort pour ses naufragés que pour le navire marchand Ascot de 7 005 tonneaux, coulé le 29 février 1944.
En septembre, il est destiné à transporter les mini-sous-marins suicidaires Kaiten. Pour cela, le canon de pont de 140 mm, le hangar et la catapulte ont été retirés, et quatre Kaiten ont alors pu être transportées. Lorsque le I-37 se dirigeait vers Palau pour y mener une attaque avec ce type d'armes, il a été repéré par un navire de surface et un hydravion d'observation, qui ont dirigé les destroyers USS Conklin et USS McCoy Reynolds vers son voisinage, le coulant le 19 novembre 1944 à la position géographique de 8° 07′ N, 134° 16′ E.